# Henry Lyonnet
Henry Lyonnet, seudónimo que empleaba Alfred Copin (París, 1853-4 de febrero de 1933), fue un escritor francés. Es principalmente conocido por sus estudios acerca de la historia del teatro y, en concreto, por su Dictionnaire des comédiens français.

## Selección de obras
como Alfred Copin :
- Histoire des comédiens de la troupe de Molière, París, L. Frinzine, 1886.
- Études dramatiques. Talma et la Révolution, París, L. Frinzine, 1887.
- Études dramatiques. Talma et l'Empire, París, L. Fruizine, 1887.
- Les Maisons historiques de Paris, París, A. Dupret, 1888.

bajo el seudónimo de Henry Lyonnet :
- À travers l'Espagne inconnue, Barcelona, Richardin, R. Lamm et Cie, 1896.
- Le Théâtre hors de France. 1 série : Le Théâtre en Espagne, París, P. Ollendorff, 1897.
- Le Théâtre hors de France. 2 série : Le Théâtre au Portugal, París, P. Ollendorff, 1898.
- Le Théâtre hors de France. 3 série : Le Théâtre en Italie, París, P. Ollendorff, 1900.
- Le Théâtre hors de France. 4 série : Pulcinella et compagnie, le théâtre napolitain, París, P. Ollendorff, 1901.
- Dictionnaire des comédiens français (ceux d'hier). Biographie, bibliographie, iconographie, Ginebra, Bibliothèque de la Revue universelle internationale illustrée, 1902-1908, dos vol.
  - Other edition : París, Librairie de l'art du théâtre, (1904), 2 vol.
  - Reimpression : Ginebra, Slatkine, 1969, dos tomos en un vol.
- La Mort de Jocrisse, comedia en un acto, París, Librairie Molière, 1904.
- Le Premier de l'An d'un cabot, véridique aventure en 1 acte, s.l., 1909.
- Les “Premières” de Molière, París, Delagrave, 1921.
- Les “Premières” de P. Corneille, París, Delagrave, 1923.
- Les “Premières” de Jean Racine, París, Delagrave, 1924.
- Les “Premières” d'Alfred de Musset, París, Delagrave, 1927.
- “Le Cid” de Corneille, París, E. Malfère, 1929.
- Cervantès, Nantes-París-Estrasburgo, Berger-Levrault, 1930.
- Les Comédiennes, París, M. Seheur, 1930.
- “La Dame aux camélias” d'Alexandre Dumas, París, Société française d'éditions littéraires et techniques, 1930.
- Les “Premières” de Victor Hugo, París, Delagrave, 1930.